# Streptoperas luteata
Streptoperas luteata är en fjärilsart som beskrevs av George Francis Hampson 1895. Streptoperas luteata ingår i släktet Streptoperas och familjen sikelvingar. Inga underarter finns listade i Catalogue of Life.